# Liolaemus tromen
Espèce
Statut de conservation UICN

 LC  : Préoccupation mineure
Liolaemus tromen est une espèce de sauriens de la famille des Liolaemidae.

## Répartition
Cette espèce est endémique de la province de Neuquén en Argentine. On la trouve entre 1 800 et 2 200 m d'altitude.

## Publication originale
- Abdala, Semhan, Moreno Azocar, Bonino, Paz & Cruz, 2012 : Taxonomic study and morphology based phylogeny of the patagonic clade Liolaemus melanops group (Iguania: Liolaemidae), with the description of three new taxa. Zootaxa, no 3163, p. 1–32.